# Nikołaj Miłoszew
Nikołaj Georgiew Miłoszew, bułg. Николай Георгиев Милошев (ur. 4 czerwca 1959 w Sofii) – bułgarski geofizyk i nauczyciel akademicki, profesor, w 2013 minister edukacji, młodzieży i nauki.

## Życiorys
Ukończył studia z fizyki na Uniwersytecie Sofijskim im. św. Klemensa z Ochrydy, uzyskał stopień doktora i profesurę. Od 1985 pracował jako specjalista i badacz w instytucie geofizyki Bułgarskiej Akademii Nauk, od 2002 do 2010 zajmował stanowisko jego dyrektora. W latach 2004–2010 kierował wydziałem nauk o Ziemi BAN. Był też wiceprzewodniczącym zgromadzenia Bułgarskiej Akademii Nauk, a w 2021 uzyskał nominację na członka zwyczajnego BAN. W 2011 objął stanowisko profesorskie w Narodowym Instytucie Geofizyki, Geodezji i Geografii, w 2018 został jego dyrektorem. W pracy naukowej zajął się m.in. fizyką atmosfery, meteorologią oraz badaniem zanieczyszczeń powietrza.
W marcu 2013 został ministrem edukacji, młodzieży i nauki w przejściowym gabinecie Marina Rajkowa; pełnił też funkcję do maja tegoż roku.